# Amt Amorbach
Das Amt Amorbach war ein Amt des Fürstentums Leiningen und nachfolgend im Großherzogtum Baden, im Großherzogtum Hessen und im Königreich Bayern.

## Geschichte
Die Fürsten der Linie Leiningen-Dagsburg-Hardenburg wurden für ihre verlorenen linksrheinischen Besitzungen durch den Reichsdeputationshauptschluss 1803 mit einem neuen Territorium entschädigt, das unter anderem aus dem vormals kurmainzischen Kloster Amorbach bestand. Diesen Bereich in der Umgebung des ehemaligen Klosters organisierten sie als Amt Amorbach.
Mit der Rheinbundakte von 1806 fiel das Fürstentum Leiningen und damit auch das Amt Amorbach dem Großherzogtum Baden zu. Die Fürsten zu Leiningen behielten jedoch standesherrliche Rechte im (als standesherrliches Amt bezeichnetem) Amt. Das Justizamt Amorbach wurde innerhalb der Verwaltungsgliederung Badens der Provinz des Unterrheins und dort der Landvogtei Miltenberg zugeordnet.
Im Herbst 1810 kam es zu einem Dreiecksgeschäft zwischen dem Kaiserreich Frankreich, dem Großherzogtum Hessen und dem Großherzogtum Baden. Baden stellte eigene Gebietsteile zur Disposition von Frankreich, das diese dann mit einem Staatsvertrag vom 11. November 1810 an das Großherzogtum Hessen weitergab. Das hessische Besitzergreifungspatent datiert auf den 13. November 1810 und umfasste auch das Amt Amorbach, das in Hessen dem Fürstentum Starkenburg (Provinz Starkenburg) zugeordnet war.
Als Ergebnis des Wiener Kongresses trat das Großherzogtum die Landvogtei Miltenberg 1816 an das Königreich Bayern ab. Der entsprechende Staatsvertrag datiert vom 30. Juni 1830. Dort wurde es Teil des Untermainkreises. Die standesherrlichen Rechte wurden im Herrschaftsgericht Amorbach wahrgenommen. Dieses wurde nach der Märzrevolution zum Landgericht Amorbach.

## Bestandteile
Folgende Orte gehörten 1810 zum Amt Amorbach:
- Amorbach
- Amorsbrunn
- Beuchen
- Boxbrunn[Anm. 1]
- Breitenbach
- Breitenbuch[Anm. 2]
- Buch
- Dörnbach
- Gönz
- Hambrunn
- Kirchzell
- Neidhof (Hof bei Boxbrunn)
- Neudorf
- Ohrnbach
- Otterbach
- Ottorfszell
- Preunschen
- Rauenthal
- Reichartshausen
- Sansenhof (Hof bei Gönz)
- Schneeberg
- Watterbach
- Weckbach
- Weilbach
- Wiesenthal
- Zittenfelden[Anm. 3]
- drei weitere Einzelhöfe[7]